# Juana de Penthièvre
Juana de Penthièvre o Juana la Coja (en francés: Jeanne de Penthièvre, Jeanne la Boiteuse; c. 1319 - Guingamp, 10 de septiembre de 1384) fue duquesa de Bretaña junto con su marido, Carlos de Blois, entre 1341 y 1364. Sus derechos al ducado fueron disputados por la Casa de Montfort, la cual prevaleció después de una larga guerra civil, la guerra de sucesión bretona. Después de la guerra, Juana retuvo el título de duquesa titular de Bretaña hasta su muerte. Fue condesa de Penthièvre por derecho propio.

## Primeros años
Juana fue la única hija de bbk de Penthièvre (hermano de Juan III de Bretaña), y de Juana de Avaugour. A través de su padre, se convirtió en condesa de Penthièvre por derecho propio, y estableció sus reclamos al ducado de Bretaña.

## Guerra de sucesión bretona
Juana fue una de las protagonistas de la guerra de sucesión bretona. Este conflicto también implicaría el debate de si un hijo podría, sin importar su género, reclamar el derecho de "representación" de un padre difunto — en cuyo caso Juana heredaría los derechos de su padre igual que el hermano consiguiente del duque fallecido— o si el próximo heredero varón supera a todos los otros en rango. En la sucesión bretona, el otro pretendiente era el medio-tío de Juana, Juan de Montfort, nacido del segundo matrimonio de Arturo II de Bretaña con Yolanda de Dreux. Juan III de Bretaña quiso impedir que su medio-hermano le sucediera como duque, incluyendo un intento fallido de anular el segundo matrimonio de su padre y que sus medios-hermanos fueran declarados ilegítimos.
En 1337, Juana se casó con Carlos de Blois en París. En 1341, tras la muerte de Juan III, el matrimonio asumió el gobierno del ducado de Bretaña; Carlos había obtenido permiso del rey Felipe IV de Francia para actuar como duque-regente de Bretaña por el arrêt de Conflans el 7 de septiembre de 1341. Parecían ser apoyados por la mayoría de la nobleza local y el gobierno. Sin embargo, Juan de Montfort no quiso renunciar a sus derechos, y comenzó la guerra. Irónicamente, mientras que el argumento inicial de la causa montfortista dependía fuertemente de que el ducado de Bretaña siguiera las prácticas sucesorias francesas, en las siguientes generaciones se aplicaría la idea de que el ducado permaneciera independiente de Francia.
Cuando Juan de Montfort murió en 1345 en medio de la guerra de sucesión, su esposa Juana de Flandes tomó las armas para proteger los derechos de su hijo, Juan, contra los duques Juana y Carlos. Juana de Flandes organizó la resistencia y usó métodos diplomáticos para proteger la posición de su familia.
Después de algunas victorias iniciales, Carlos de Blois fue tomado prisionero por los ingleses en 1347. Thomas Dagworth era su captor oficial. Fue liberado nueve años más tarde, tras haberse pagado un rescate de medio millón de escudos franceses, y reanudó la guerra contra los Montfort. Carlos murió en la batalla de Auray, la cual determinó el fin de la guerra y la victoria de la Casa de Montfort.

## Después de la guerra
La contienda entre los dos pretendientes fue resuelta en 1365 por el primer tratado de Guérande; de acuerdo con sus términos, Juana recibió una pensión sustancial (pagos que continuaron hasta 1372) en compensación por sus reclamos, así como también el derecho de mantener el título ducal de por vida, las tierras de Penthièvre y Avaugour, y una exención de tributos al nuevo duque por estos territorios. Además, sus herederos varones recuperarían el ducado si es que Juan IV no tuviera hijos varones, y las mujeres ahora tenían formalmente prohibido heredar el ducado.
En 1379, cuando Juan IV fue obligado a exiliarse en Inglaterra, el rey Carlos V de Francia intentó anexar Bretaña al reino francés. Juana se escandalizó por esta vulneración de sus derechos y los de sus hijos, como se había acordado en el tratado de Guérande. Sus seguidores y los de la Casa de Montfort se unieron para traer de nuevo Juan IV de su exilio y retomar el control del ducado.
Después de la muerte de Carlos V, el segundo tratado de Guérande del 2 de mayo de 1381 ratificó los términos del primer tratado. Desde la perspectiva legal de los tratados de Guérande, el problema de sucesión al ducado parecía estar resuelto, a pesar de que los descendientes de Juana provocaron varios conflictos con Juan IV y los duques futuros de la Casa de Montfort.

## Muerte
Juana falleció el 10 de septiembre de 1384, a los 65 años, y fue enterrada en la iglesia de los Frailes Menores de Guingamp.
Juana había perdido el título ducal para sus descendientes, y a pesar de varios intentos por reclamarlo, no tuvieron éxito. Sin embargo, sus descendientes de vez en cuando obtenían altos cargos en Bretaña bajo el gobierno de los reyes futuros de Francia. Su título y derechos como condesa de Penthièvre fueron perdidos de vez en cuando contra el duque de Bretaña, ya que sus descendientes continuaron luchando contra la Casa de Monfort.

## Hijos
Juana y Carlos de Blois tuvieron seis hijos:
- Margarita: desposó en 1351 a Carlos de la Cerda.
- María (c. 1340-1404), señora de Guisa: desposó en 1360 a Luis I de Anjou.
- Juan de Penthièvre (1345-1404), también conocido como Juan de Blois[5]
- Guido (falleció en 1385)
- Enrique (falleció en 1400)
- Carlos (falleció antes de 1364)